# Philadelphia Stock Exchange
Philadelphia Stock Exchange (PHLX, idag: Nasdaq OMX PHLX) är den äldsta börsen i USA. Den grundades 1790 och ägs nu av Nasdaq OMX. Börshuset ligger vid 1900 Market Street i Center City, Philadelphia.